# Monotropsis odorata
Monotropsis odorata Schwein. – gatunek z monotypowego rodzaju roślin Monotropsis z rodziny wrzosowatych (Ericaceae). Występuje w południowo-wschodniej części Stanów Zjednoczonych sięgając na północy po Maryland i Delaware, a na zachodzie po Kentucky, Tennessee i Alabamę. Rośnie w lasach iglastych i mieszanych od poziomu morza po 1400 m n.p.m. Kwitnie od wczesnej wiosny do początku lata i czasem powtarza kwitnienie jesienią, przy czym tworzenie nieco odmiennych morfologicznie kwiatów jesiennych było powodem opisywania roślin kwitnących w drugiej połowie roku jako reprezentujących specyficzną odmianę (var. lehmaniae), a nawet inny gatunek (M. reynoldsiae). Rośliny te są bezzieleniowymi myko-heterotrofami. Ich kwiaty okryte są suchobłoniastymi, łuskowatymi przysadkami upodabniającymi je do ściółki leśnej, przez co chronią rośliny przed zgryzaniem przez roślinożerców. 

## Morfologia

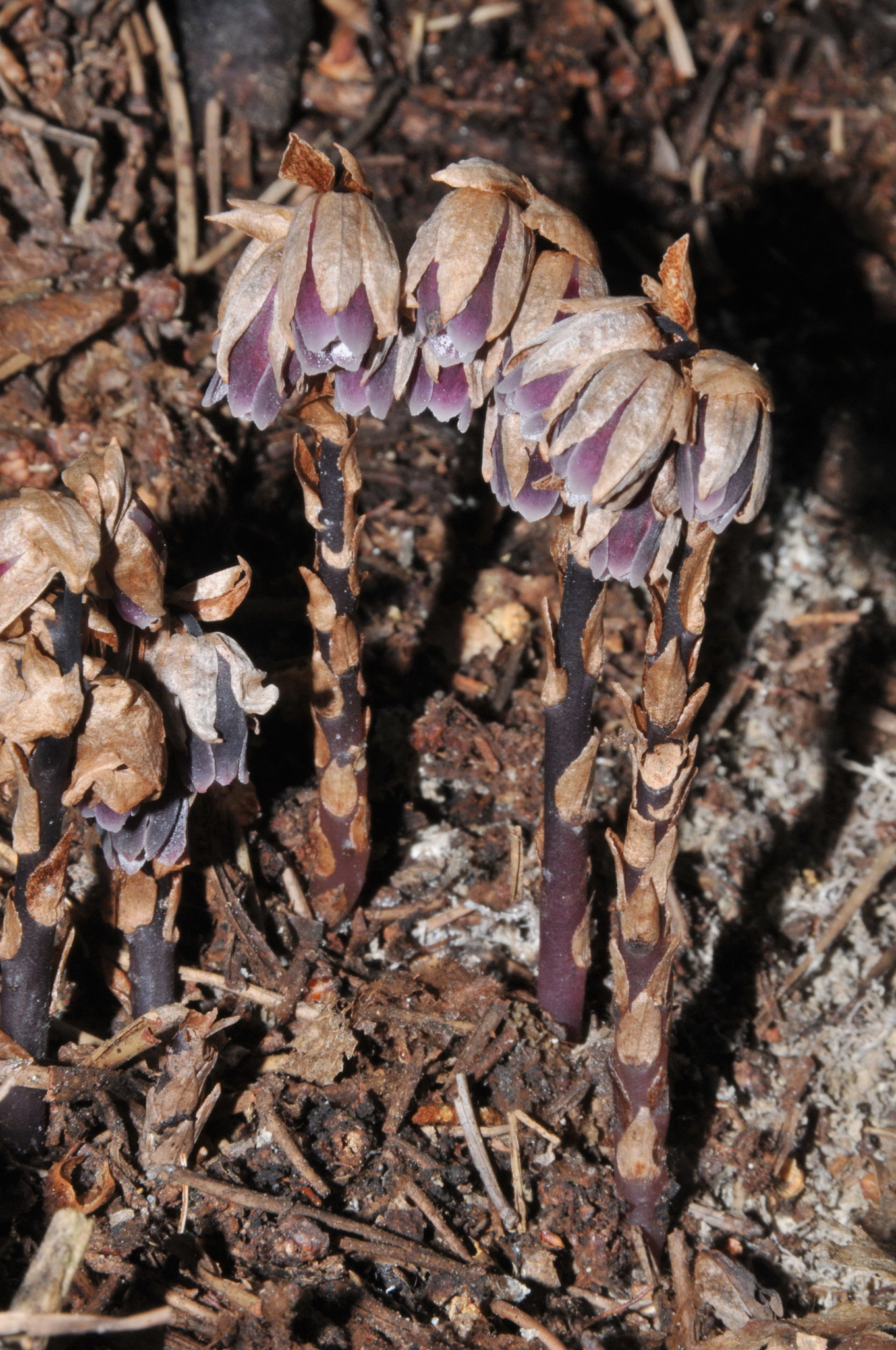
Pokrój

PokrójRoślina bezzieleniowa, bez łodygi i liści – rozwijająca jedynie kwiatostan.
KwiatyZebrane we wzniesiony kwiatostan groniasty, początkowo łukowato przygięty do ziemi i prostujący się w czasie owocowania, osiągający wysokość od 4 do 14 cm i średnicę poniżej 0,5 cm. Kwiatostan ma barwę fioletową do purpurowej, ale okryty jest suchobłoniastymi przysadkami o długości do ok. 1 cm. Kwiaty wyrastają na szypułkach zwisających w czasie kwitnienia, ale prostujących się (choć nie wydłużających) w czasie owocowania. Kwiaty są promieniste. Działki kielicha w liczbie 5 są wolne, lancetowate do jajowatych, o długości do ok. 1 cm. Płatków tworzących dzwonkowatą koronę jest pięć, są purpurowe do fioletowych, nagie, osiągają do 1 cm długości. Pręciki w liczbie 10 schowane są w rurce korony (osiągają 6 mm długości). Ich nitki są nagie, główki jajowate, pylniki bez pazurków, otwierają się owalnymi pęknięciami. Zalążnia powstaje z 5 owocolistków, jest jednokomorowa, z prostą szyjką słupka na szczycie z główkowatym znamieniem, białym lub matowo fioletowym.
OwocProsto wzniesiona mięsista jagoda o średnicy 4–8 mm, zawierająca 25–200 jajowatych i nieoskrzydlonych nasion.

## Systematyka
Pozycja systematyczna
Gatunek z monotypowego rodzaju roślin Monotropsis Schweinitz, będącego jednym z kilku z plemienia Monotropeae z podrodziny Monotropoideae Arnott (syn. Hypopityaceae Link, Monotropaceae Nuttall, nom. cons., Pyrolaceae Lindley, nom. cons.) w obrębie rodziny wrzosowatych Ericaceae Jussieu z rzędu wrzosowców Ericales Dumortier.